# Campeonato Mundial de Atletismo Sub-20 de 2021 - Salto em distância masculino
A prova do salto em distância masculino do Campeonato Mundial de Atletismo Sub-20 de 2021 ocorreu no dia 20 de agosto de 2021 no Centro Esportivo Internacional Moi, em Nairóbi, no Quênia. 

## Recordes
Antes desta competição, os recordes mundiais e do campeonato nesta prova eram os seguintes:
|       | Nome             | Nacionalidade  | Distância | Local      | Data                |
| ----- | ---------------- | -------------- | --------- | ---------- | ------------------- |
| WU20R | Sergey Morgunov  | Rússia         | 8.35 m    | Cheboksary | 20 de junho de 2012 |
| CR    | James Stallworth | Estados Unidos | 8.20 m    | Plovdiv    | 9 de agosto de 1990 |
| WU20L | liver Koletzko   | Alemanha       | 7.98 m    | Tallinn    | 16 de julho de 2021 |

## Medalhistas
| Ouro               | Prata                    | Bronze            |
| Erwan Konaté (FRA) | Jhon Andrés Berrío (COL) | Kavian Kerr (JAM) |

## Cronograma
Todos os horários são locais (UTC+3).  
| Data         | Hora  | Evento |
| ------------ | ----- | ------ |
| 20 de agosto | 16:35 | Final  |

## Resultado final
A prova final foi realizada no dia 20 de agosto às 16:37. 
| Posição           | Atleta                 | Nacionalidade | Tentativas | Tentativas | Tentativas | Tentativas | Tentativas | Tentativas | Marca | Notas           |
| Posição           | Atleta                 | Nacionalidade | 1          | 2          | 3          | 4          | 5          | 6          | Marca | Notas           |
| ----------------- | ---------------------- | ------------- | ---------- | ---------- | ---------- | ---------- | ---------- | ---------- | ----- | --------------- |
| Medalha de ouro   | Erwan Konaté           | França        | 7.75       | 7.80       | 7.90       | 8.12       | 8.00       | 7.98       | 8.12  | WU20L, NU20R    |
| Medalha de prata  | Jhon Andrés Berrío     | Colômbia      | 7.97       | 7.11       | 7.59       | 7.38       | 7.64       | 7.68       | 7.97  | NU20R           |
| Medalha de bronze | Kavian Kerr            | Jamaica       | 7.14       | x          | 7.90       | 7.51       | x          | 7.78       | 7.90  | Recorde pessoal |
| 4                 | Gabriel Boza           | Brasil        | x          | 7.83       | x          | 5.13       | r          |            | 7.83  |                 |
| 5                 | Bryan Mucret           | França        | 7.60       | 7.69       | x          | x          | x          | 7.38       | 7.69  |                 |
| 6                 | Gor Beglaryan          | Armênia       | 7.23       | 7.60       | 7.20       | x          | 7.69       | x          | 7.69  | Recorde pessoal |
| 7                 | Jeremy Zammit          | Malta         | 7.37       | 7.21       | 7.42       | 7.21       | x          | 7.19       | 7.42  |                 |
| 8                 | Tomáš Kratochvíl       | Chéquia       | 4.47       | 7.34       | x          | 7.29       | x          | 6.94       | 7.34  |                 |
| 9                 | Dennis Mwangi Maina    | Quênia        | 6.71       | 7.27       | 6.95       |            |            |            | 7.27  | Recorde pessoal |
| 10                | Carlo Santacà          | Itália        | 6.72       | 7.26       | x          |            |            |            | 7.26  |                 |
| 11                | Jason Donovan Tito     | África do Sul | x          | x          | 7.24       |            |            |            | 7.24  |                 |
| 12                | Abdud-Daiyaan Wyngaard | África do Sul | 7.19       | 7.03       | 7.18       |            |            |            | 7.19  |                 |
| 13                | Jordan Turner          | Jamaica       | x          | x          | 4.17       |            |            |            | 4.17  |                 |

Legenda
| Recorde mundial       | Recorde mundial (World record)               |                       | Recorde africano                      | Recorde africano (African) |                                           | Q | Classificado por posição (Qualified) |
| Recorde do campeonato | Recorde do campeonato (Championship record)  | Recorde da América    | Recorde da América (Americas)         | q                          | Classificado por melhor tempo (Qualified) |   |                                      |
| Melhor marca do ano   | Melhor marca do ano (World leading)          | Recorde asiático      | Recorde asiático (Asian)              | DNS                        | Não largou (Did not start)                |   |                                      |
| Recorde nacional      | Recorde nacional (National record)           | Recorde europeu       | Recorde europeu (European)            | DNF                        | Não terminou (Did not finish)             |   |                                      |
| Recorde pessoal       | Recorde pessoal do atleta (Personal best)    | Recorde da Oceania    | Recorde da Oceania (Oceania)          | DSQ / DQ                   | Desclassificado (Disqualified)            |   |                                      |
| Recorde da temporada  | Recorde da temporada do atleta (Season best) | Recorde sul-americano | Recorde sul-americano (South America) | NM                         | Sem marca (No mark)                       |   |                                      |